# Oleg Georgijewitsch Korotajew
Oleg Georgijewitsch Korotajew (* 1949; † 12. Januar 1994 in New York) war ein sowjetischer Boxer. Er war Vize-Weltmeister 1974 im Halbschwergewicht.

## Werdegang
Oleg Korotajew begann als Jugendlicher in Moskau mit dem Boxen. Er gehörte „Burewestnik (Sturmvogel)“ Moskau an und wurde zu Beginn seiner Laufbahn von G. Dscherojon trainiert. Er war ein physisch sehr starker Boxer, der von seiner Schlagkraft lebte.
Im Jahre 1970 nahm er erstmals an den sowjetischen Meisterschaften teil und gewann gleich den Titel im Halbschwergewicht. Im Finale besiegte er dabei Wladimir Nesterenko nach Punkten. Bei der sowjetischen Meisterschaft 1971 erlitt Oleg Korotajew einen herben Rückschlag in seiner Karriere, denn er verlor schon im Achtelfinale gegen Nikolai Anfimow durch technischen K. o. in der 2. Runde. Im Herbst des Jahres 1971 besiegte er aber in einem Turnier in Minsk den sowjetischen Meister 1971 im Halbschwergewicht Wladimir Metelew durch Abbruch in der 1. Runde und hatte damit bewiesen, dass er einer der besten, wenn nicht sogar der beste sowjetische Halbschwergewichtler jener Jahre war. Er wurde im gleichen Jahr auch noch bei den Länderkämpfen gegen die Vereinigten Staaten in Las Vegas und Louisville eingesetzt und besiegte dort die amerikanischen Starter Nathaniel Jackson und William Ratcliffe vorzeitig.
1972 verlor er bei der sowjetischen Meisterschaft erneut gegen Nikolai Anfinow, dieses Mal aber erst im Finale. Mit dieser Niederlage hatte er sich aber den Weg zu den Olympischen Spielen in München verbaut. Dort ging Anfinow an den Start, der aber keine Medaille gewann.
Im Jahre 1973 wurde Oleg Korotajew bei der Europameisterschaft in Belgrad im Halbschwergewicht eingesetzt. Er besiegte dort im Viertelfinale Ottomar Sachse aus Halle mit 4 : 1 Kampfrichterstimmen nach Punkten, verlor aber im Halbfinale gegen den damals weltweit das Boxgeschehen in der Halbschwergewichtsklasse bestimmenden Jugoslawen Mate Parlov durch technischen K. o. in der 2. Runde. Durch das Erreichen des Halbfinales hatte er aber schon eine EM-Bronzemedaille gewonnen.
Bei der nach der Europameisterschaft in Belgrad stattgefundenen sowjetischen Meisterschaft holte sich Oleg Korotajew durch einen Punktsieg über Gennadi Ochulin seinen zweiten sowjetischen Meistertitel.
Im Jahre 1974 erlitt Oleg Korotajew bei der sowjetischen Meisterschaft erneut eine Achtelfinal-Niederlage. Sein Bezwinger hieß Waleri Sokolow. Er wurde aber trotzdem bei der 1. Weltmeisterschaft der Amateurboxer in Havanna im Halbschwergewicht eingesetzt. In Havanna gewann er in einem Vorrundenkampf gegen Ted Nelson Rolle aus den Bahamas durch techn. KO in der 3. Runde, bezwang im Achtelfinale Ernesto Sanchez aus Venezuela nach Punkten, siegte im Viertelfinale über Pentti Kaijanlaakso aus Finnland und wurde im Halbfinale technischer K.-o.-Sieger in der 3. Runde über den US-Amerikaner Leon Spinks. Im Finale traf er wieder auf Mate Parlov, der ihn erneut besiegte. Oleg Korotajew musste gegen Parlov schon in der 1. Runde verteidigungsunfähig aus dem Ring genommen werden. Er war damit Vize-Weltmeister.
1975 wurde Oleg Korotajew zum dritten Mal sowjetischer Meister im Halbschwergewicht, wobei ihm dieses Mal im Finale ein Punktsieg über Nikolai Anfinow gelang. Trotz dieses Sieges wurde er aber nicht bei der Europameisterschaft 1975 eingesetzt. Gegen Ende des Jahres 1975 boxte die UdSSR mit Oleg Korotajew als Halbschwergewichtler dreimal in den Vereinigten Staaten. Er verlor dabei im ersten Kampf in Las Vegas gegen den späteren Profi Michael Dokes nach Punkten und wurde beim zweiten Start in der Revanche auch von Leon Spinks nach Punkten besiegt. Lediglich im dritten USA-Kampf gelang ihm über Marvin Stinson ein Sieg.
Im Jahre 1976 startete Oleg Korotajew zum letzten Mal bei einer sowjetischen Meisterschaft. Er unterlag dabei im Halbfinale gegen Dawit Kwatschadse und musste mit dem 3. Platz vorliebnehmen. Ein Start bei den Olympischen Spielen in Montreal war damit für ihn in weite Ferne gerückt.
Oleg Korotajew beendete 1977 seine Boxerlaufbahn. Er wurde Trainer und nach dem Zerfall der Sowjetunion sogar Vize-Präsident der russischen Box-Föderation. Im Herbst des Jahres 1994 hielt er sich aus geschäftlichen Gründen in New York auf und wurde dort am 12. Januar 1994 in seinem Hotel erschossen aufgefunden. Die Hintergründe dieses Mordes konnten nie aufgeklärt werden.

## Länderkämpfe Oleg Korotajews
- 1971 in Las Vegas, USA gegen UdSSR, KO-Sieger 2. Runde über Nathaniel Jackson,
- 1971 in Louisville, USA gegen UdSSR, Sieger durch Abbruch in der 2. Runde über William Ratcliffe,
- 1975 in Las Vegas, USA gegen UdSSR, Punktniederlage gegen Michael Dokes,
- 1975 in St. Luis, USA gegen UdSSR, Punktniederlage gegen Leon Spinks,
- 1975 in New York, USA gegen UdSSR, Punktsieger über Marvin Stinson

## UdSSR-Meisterschaften mit Oleg Korotajew
(alle im Halbschwergewicht, damals bis 81 kg Körpergewicht)
- 1970: 1. Oleg Korotajew, 2. Wladimir Nesterenko, 3. Wladimir Metelew u. Juri Nesterow,
- 1971: 1. Wladimir Metelew, 2. Nikolai Anfinow, 3. Miron Krokhmalny u. Wiktor Jegorow .... 9. Oleg Korotajew,
- 1972: 1. Nikolai Anfinow, 2. Oleg Korotajew, 3. Juri Tschialkin u. Wiktor Jegorow,
- 1973: 1. Oleg Korotajew, 2. Gennadi Ochulin, 3. Juri Bystrow u. Nikolai Anfinow,
- 1974: 1. Wjatscheslaw Lemeschew, 2. Juri Bystrow, 3. Gennadi Ochulin u. Waleri Sokolow .... 9. Oleg Korotajew
- 1975: 1. Oleg Korotajew, 2. Nikolai Anfinow, 3. Juri Bystrow u. Waleri Sokolow,
- 1976: 1. Dawit Kwatschadse, 2. Wiktor Jegorow, 3. Oleg Korotajew u. Wladimir Rumjantschew